# 40 г. пр.н.е.
40 (четиридесета) година преди новата ера (пр.н.е.) е обикновена година, започваща в четвъртък, петък или събота, или високосна година, започваща в четвъртък или петък по юлианския календар.

## Събития

### В Римската република
- Консули на Римската република са Гней Домиций Калвин (за II път) и Гай Азиний Полион. Суфектконсули стават Луций Корнелий Балб Стари и Публий Канидий Крас.
- Февруари – Перузия е предадена на Октавиан от Луций Антоний след обсада.[1]
- Марк Агрипа е назначен за градски претор (praetor urbanus).[1]
- Партите, под предводителството на Пакор I и Квинт Лабиен, нахлуват в римска Сирия.
- През лятото:
  - Октавиан се жени за Скрибония.[2]
  - Юли – Агрипа устройва игри в чест на Аполон (Ludi Apollinares).[1]
  - Секст Помпей извършва набези по крайбрежието на Италия.[1]
- Септември:
  - Договор от Брундизий – Октавиан получава признание на властта си в Галия и Запада като получава Илирик в допълнение, Марк Антоний получава власт над източните провинции, а властта на Лепид е ограничена до Африка.[2] Извършено е преразпределение на легионите и раздаване на консулските постове за няколко години напред.[2] Договорът е потвърден със сватбата на Антоний и Октавия Младата.[3]
- Октомври:
  - Октавиан получава първата си овация и приема титлата император.[1]

## Починали
- Дейотар, тетрах на толистобоите в Галатия (роден ок. 105 г. пр.н.е.)
- Гай Клавдий Марцел Младши, римски политик и първи съпруг на Октавия Младата (роден ок. 93 г. пр.н.е.)
- Квинт Фуфий Кален, римски политик
- Квинт Салвидиен Руф, римски военачалник
- Фулвия, римска матрона и съпруга на Марк Антоний (родена ок. 80 г. пр.н.е.)